# Liste der Universitäten in Island
Dies ist eine Liste der Universitäten in Island. Es gibt in Island vier staatliche Universitäten und drei Privatuniversitäten, die durch Stiftungen verwaltet werden.

## Staatliche Universitäten
- Universität Island (Háskóli Íslands; zu ihr gehört die bis 2008 eigenständige Pädagogische Hochschule Islands Kennaraháskoli Íslands)
- Universität Akureyri (Háskólinn á Akureyri; zu ihr gehört auch das Háskólasetur Vestfjarða, das University Centre of the Westfjords in Ísafjörður)
- Hochschule Hólar (Háskólinn á Hólum)
- Agrarwissenschaftliche Hochschule Islands (Landbúnaðarháskóli Íslands) in Hvanneyri

## Privatuniversitäten
- Universität Reykjavík (Háskólinn í Reykjavík)
- Universität Bifröst (Háskólinn á Bifröst)
- Kunstakademie Islands (Listaháskóli Íslands)